# Megaconus
Megaconus is een geslacht van uitgestorven zoogdieren uit de orde Euharamiyida. Dit dier leefde tijdens het Midden-Jura (ongeveer 165 miljoen jaar geleden) in wat nu de Volksrepubliek China is. 
Fossielen van Megaconus zijn gevonden in de Daohugou Beds. Megaconus was familie van de spitsmuis. Megaconus was ongeveer 250 gram zwaar en had het formaat van een grote grondeekhoorn. Het was een op de grond levende herbivoor en de bouw van de voet met korte klauwen geeft aan dat het geen goede graver, klimmer of renner was. Het gebit vertoont overeenkomsten met dat van knaagdieren. Van Megaconus is een vrijwel compleet skelet bewaard gebleven, inclusief resten van de vacht een mogelijk giftige hielspoor van keratine.  